# Zhořec
Zhořec település Csehországban, a Pelhřimovi járásban. Zhořec Pacov és Bratřice településekkel határos. Lakosainak száma 104 fő (2024. január 1.).

## Népesség
A település lakosságának változását az alábbi diagram mutatja:
| Lakosok száma | 252  | 254  | 274  | 215  | 194  | 120  | 114  | 102  | 103  | 104  |
|               | 1869 | 1900 | 1921 | 1961 | 1980 | 2011 | 2016 | 2019 | 2021 | 2024 |